# Museumshafen

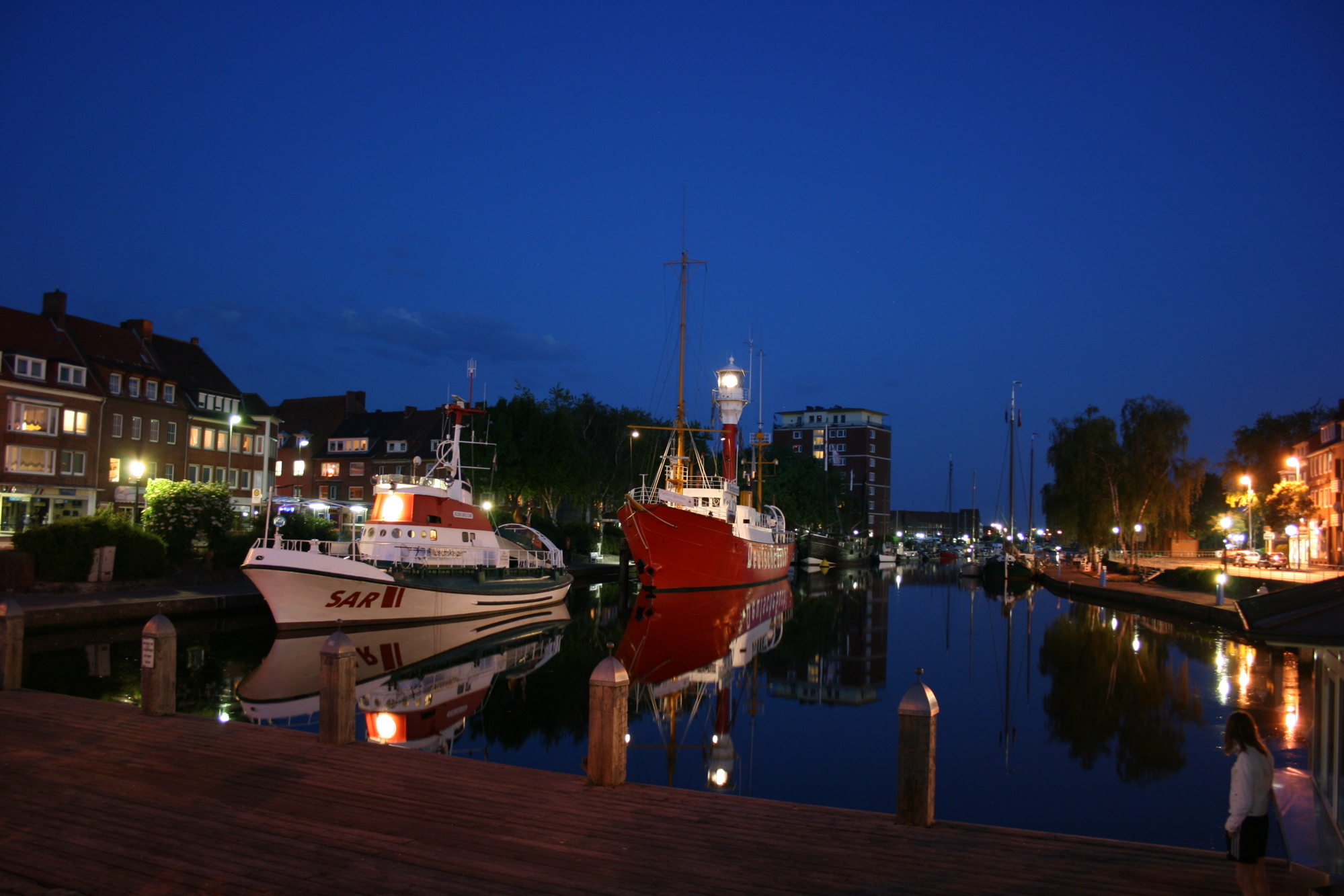
Der Ratsdelft in Emden. Im mittelalterlichen Teil des Hafens sind unter anderem der Rettungskreuzer Georg Breusing und das Feuerschiff Amrumbank untergebracht.

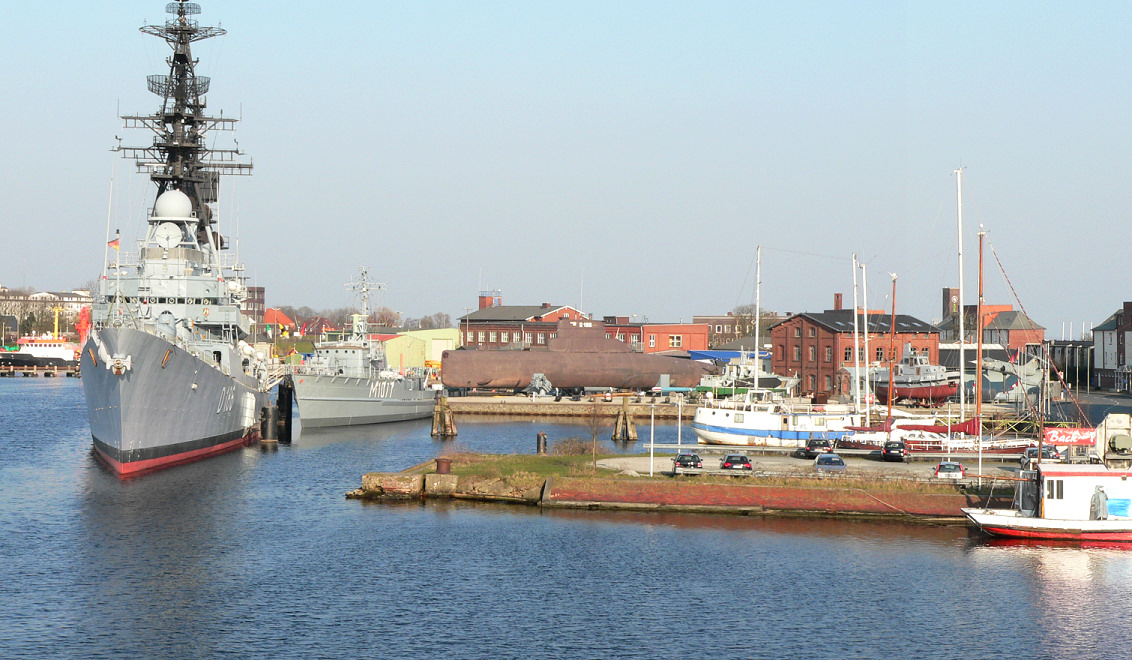
Deutsches Marinemuseum am Südstrand Wilhelmshavens, links der Zerstörer Mölders

Ein Museumshafen ist eine Sammlung von traditionellen Arbeitsschiffen.
Der Begriff Museum kann etwas irreführend aufgefasst werden, da die in den Häfen befindlichen Schiffe meist nur von außen zu besichtigen sind und aufgrund von Umbauten bestimmten musealen Vorstellungen nicht entsprechen.
In den deutschen Museumshäfen sind inzwischen ca. 300 Schiffe beheimatet. Die größte Anzahl der Schiffe befindet sich in privatem Besitz und wird von den Eignern im Wesentlichen in Eigenleistung in einem authentischen Zustand gehalten, der eine Epoche aus der Geschichte des Fahrzeugs dokumentiert. Auch die Nutzung der Schiffe erfolgt überwiegend im privaten Rahmen, zum Teil wird dem interessierten Publikum aber die Gelegenheit gegeben, traditionelle Formen der Seemannschaft selbst zu erleben und auszuüben. Die Museumshäfen stellen für die Präsentation historischer Fahrzeuge den geeigneten Rahmen und unterstützen ihre Mitglieder nicht nur durch das Angebot von geeigneten Liegeplätzen, sondern auch durch fachliche, zum Teil sogar finanzielle, auf jeden Fall aber durch ideelle Hilfestellung. Damit sind die Museumshäfen das wichtige Bindeglied zwischen den Eignern von Traditionsschiffen und dem immer stärker werdenden öffentlichen Interesse an historischen Wasserfahrzeugen aller Art. Einige Museumshäfen besitzen mittlerweile auch eigene Schiffe, die von den Mitgliedern gepflegt und gefahren werden.

## Deutschland
- Historischer Hafen Berlin, Gründung 1990
- Traditionshafen Bodtstedt, Gründung 1988
- Alter Hafen Bremerhaven
- Gläserne Werft Bremerhaven (der Schiffergilde Bremerhaven, Gründung 1978)
- Museumshafen Büsum, Gründung 2001
- Museumshafen Carolinensiel
- Museumshafen Emden (Ratsdelft), Gründung 1993
- Museumshafen Flensburg, Gründung 1979
- Museumshafen Greifswald, Gründung 1991
- Traditionsschiffhafen im Sandtorhafen, Hamburg, Gründung 2008
- Museumshafen Haren (Ems)
- Museumshafen Kappeln
- Museumshafen Kiel, Gründung 2004
- Museumshafen Leer (Ostfriesland)
- Museumshafen Ostseebad Laboe, Gründung 2000
- Museumshafen Lübeck
- Museumshafen Oevelgönne, Hamburg, Gründung 1976
- Museumshafen Probstei / Wendtorf, Gründung 1992
- Museumshafen Rostock
- Museumshafen Vegesack, Gründung 2006
- Museumshafen Wilhelmshaven
- Museumshafen Wolgast
- Finkenwärder Gaffel-Consortium, Hamburg-Finkenwerder, Gründung 1994

### Organisation
Im Jahr 1989 wurde von der Mehrzahl der deutschen Museumshäfen die Arbeitsgemeinschaft Deutscher Museumshäfen (AGDM) gegründet. Als Dachorganisation der Museumshäfen ist die Arbeitsgemeinschaft Ansprechpartner für Fachverbände, Behörden und allgemein interessierte Mitbürger, wobei in konkreten Belangen an die jeweiligen Mitgliedshäfen verwiesen wird.
In der Gemeinsamen Kommission für Historische Wasserfahrzeuge GSHW vertritt die AGDM die zahlenmäßig größte Gruppe der in privatem Besitz befindlichen Schiffe, die zumeist eine Länge von 25 Metern nicht überschreiten. Die GSHW ist auf nationaler und internationaler Ebene die anerkannte deutsche Institution, wenn es um die Belange der Traditionsschifffahrt geht.

## Frankreich
- Port musée, Douarnenez

## Großbritannien
- M Shed, Bristol
- Historic Dockyard Chatham, Chatham (Kent)
- Merseyside Ferry-Terminal, Merseyside (Liverpool)
- Portsmouth Historic Dockyard, Portsmouth

## Niederlande
- Museumshafen Willemsoord, Den Helder

## Schweden
- Maritiman, Göteborg

## Vereinigte Staaten
- Mystic Seaport, Mystic (Connecticut)
- Tuckerton Seaport, Tuckerton (New Jersey)